# Federação Amapaense de Futebol
A Federação Amapaense de Futebol é uma entidade futebolística brasileira que organiza o futebol amapaense, representando os clubes da região na Confederação Brasileira de Futebol.
Foi fundada no dia 26 de junho de 1945, um ano após a primeira edição do Campeonato Amapaense, vencida pelo Esporte Clube Macapá. No dia 15 de janeiro de 1950, ocorreu a inauguração do Glicério Marques, estádio onde iriam ser disputados as partidas do estadual, com um jogo entre a Seleção Amapaense e Paraense, terminando no placar mínimo (1x0) aos paraenses. A federação se tornou profissional no ano de 1991, com o estadual passando a garantir vaga nos campeonatos nacionais. Desde então, só não foi disputado em 1996, por problemas financeiros.
No Ranking Nacional de Federações de 2023, a entidade está na última colocação, com 1.303 pontos, abaixo de Rondônia, com 1.426 pontos.

## Competições

Logotipo anterior.

Na temporada de 2023, a federação se responsabiliza pelas seguintes competições:
| Competição                | Categoria        |
| ------------------------- | ---------------- |
| Campeonato Amapaense      | Masculino        |
| Campeonato Amapaense      | Feminino         |
| Campeonato Amapaense      | Sub-20           |
| Campeonato Amapaense      | Sub-17           |
| Campeonato Amapaense      | Sub-15           |
| Copa Amapá                | Amador Masculino |
| Campeonato Intermunicipal | Amador Masculino |
| Campeão dos Campeões      | Amador Masculino |
| Campeonato Intermunicipal | Amador Feminino  |
| FAF Social Festival       | [ nota 1 ]       |

## Membros
- Abaixo a lista de clubes profissionais membros desta federação (dezembro de 2023):[10][11]

| Cidade         | Clube(s) |
| -------------- | -------- |
| Macapá         |          |
| Lagoa          |          |
| Macapá         |          |
| Oratório       |          |
| Portuguesa-AP  |          |
| Santos         |          |
| São José       |          |
| São Paulo      |          |
| Trem           |          |
| Ypiranga       |          |
| Canário        |          |
| Cruzeiro-AP    |          |
| Juventus-AP    |          |
| Renovação      |          |
| Santana        |          |
| Santana        |          |
| Independente   |          |
| Calçoene       | ADEC     |
| Ferreira Gomes | Bare     |
| Mazagão        | Mazagão  |